# Відділення біохімії, фізіології і молекулярної біології НАН України
Відділення біохімії, фізіології і молекулярної біології НАН України — структурний підрозділ Національної академії наук України, який об'єднує низку наукових установ, що займаються дослідженнями проблем експериментальної біології та медицини.

## Історія
За статутом АН УРСР 1936 року біомедичні науки знаходилися в другому відділі (природничих і математичних наук). У 1939 році відділ було розділено на відділ біологічних наук і відділ фізико-хімічних та математичних наук. Біологічний відділ об'єднував інститути ботаніки, зоології і біології, гідробіології, клінічної фізіології, біохімії, мікробіології і епідеміології. Відділ проводив регулярні засідання, в тому числі й виїзді. Наприклад, у червні 1941 року таке засідання відбулося у Львові.
У 1963 році АН УРСР розділили на 3 секції, серед яких була секція хіміко-технологічних та біологічних наук. 4 інститути належали до Відділу біохімії, біофізики та фізіології: Інститут фізіології, Інститут біохімії, Інститут фізіології рослин, Інститут мікробіології і вірусології.
Відділення біохімії, фізіології і теоретичної медицини було створено 1971 року, туди увійшов також Інститут проблем онкології та Інститут кріогенної медицини. У 1990 році Відділення отримало сучасну назву, проте у 1995-2007 роках називалося «Відділення молекулярної біології, біохімії, експериментальної та клінічної фізіології».
У 1991 році було створено і включено до складу відділення Міжнародний центр молекулярної фізіології НАН України, який проіснував до 2016 року.
У 2001 році було створено Інститут біології клітини.

## Установи відділення
- Інститут біології клітини НАН України
- Інститут біохімії імені О. В. Палладіна НАН України
- Інститут експериментальної патології, онкології і радіобіології імені Р. Є. Кавецького НАН України
- Інститут мікробіології і вірусології імені Д. К. Заболотного НАН України
- Інститут молекулярної біології і генетики НАН України
- Інститут проблем кріобіології і кріомедицини НАН України
- Інститут фізіології імені О. О. Богомольця НАН України

## Видання відділення
Установи відділення станом на 2017 рік видавали 16 наукових журналів.
- Biopolymers and Cell
- Experimental Oncology
- International journal of physiology and pathophysiology
- Ukrainica Bioorganica Acta
- Біотехнологія
- Вісник Українського товариства генетиків і селекціонерів
- Медична гідрологія та реабілітація
- Международный медицинский журнал
- Мікробіологічний журнал
- Нейрофизиология
- Онкологія
- Проблемы криобиологии и криомедицины
- Сільськогосподарська мікробіологія
- Український біохімічний журнал
- Фактори експериментальної еволюції організмів
- Фізіологічний журнал

## Керівництво відділення
Координує роботу відділення його бюро, очолюване академіком-секретарем. Академіками-секретарями відділення були Ростислав Чаговець (1966—1972), Володимир Скок (1974—1978, 1980—1988), Петро Богач (1978—1980), Геннадій Мацука (1988—2003), Сергій Комісаренко (з 2004).

## Премії
Відділення оголошує конкурси на низку іменних премій імені видатних вчених НАН України в галузі експериментальної біології та медицини:
- Премія НАН України імені О. О. Богомольця — за видатні наукові роботи в галузі фізіології та патофізіології (1953)
- Премія НАН України імені Д. К. Заболотного — за видатні наукові роботи в галузі мікробіології, вірусології, епідеміології (1967)
- Премія НАН України імені О. В. Палладіна — за видатні наукові роботи в галузі біохімії та молекулярної біології (1973)
- Премія НАН України імені М. Д. Стражеска — за видатні наукові роботи в галузі лікування внутрішніх хвороб, кардіології (1991)
- Премія НАН України імені Ф. Г. Яновського — за видатні наукові роботи в галузі терапії, клінічної бактеріології та імунології (1993)
- Премія НАН України імені І. І. Мечникова — за видатні наукові роботи в галузі мікробіології, імунології та геронтології (1995)
- Премія НАН України імені В. П. Комісаренка — за видатні наукові роботи в галузі української патофізіології і ендокринології (1996)
- Премія НАН України імені Р. Є. Кавецького — за видатні наукові роботи в галузі експериментальної онкології (2000)
- Премія НАН України імені М. М. Амосова (медицина) — за видатні наукові роботи в галузі кардіо- та судинної хірургії і трансплантології (2003)
- Премія НАН України імені С. М. Гершензона — за видатні наукові роботи в галузі молекулярної біології, молекулярної генетики та молекулярної біофізики (2003)
- Премія НАН України імені Д. Ф. Чеботарьова — за видатні роботи в галузі геронтології та геріатрії (2003)
- Премія НАН України імені П. Г. Костюка — за видатні наукові роботи в галузі фізіології, біофізики і нейрофізіології (2012)
- Премія НАН України імені В. Ю. Чаговця — за видатні роботи в галузі фундаментальної і прикладної фізіології (2013)